# Sanna Stén
Sanna Tutteli Stén, född 20 maj 1977 i Lojo, är en finländsk roddare.
Hon tog OS-silver i lättvikts-dubbelsculler i samband med de olympiska roddtävlingarna 2008 i Peking.